# Посёлок Льнозавода (Ярцевский район)
Посёлок Льнозавода — посёлок в Ярцевском районе Смоленской области России. Входит в состав Капыревщинского сельского поселения. Население — 389 жителей (2007 год). 
Расположен в северной части области в 21 км к северо-востоку от Ярцева, в 16 км севернее автодороги М1 «Беларусь». В 18 км юго-восточнее посёлка расположена железнодорожная станция Свищёво на линии Москва — Минск. 

## История
В годы Великой Отечественной войны посёлок была оккупирована гитлеровскими войсками в июле 1941 года, освобождена в сентябре 1943 года.